# Estrada Nacional 97 (Suécia)
A Estrada nacional 97  - em sueco Riksväg 97  ou Rv 97  - é uma estrada nacional sueca com uma extensão de 180 km, que atravessa as províncias históricas de Norrbotten e Lapónia.
Liga Luleå a Jokkmokk, passando por Boden, Harads e Vuollerim.

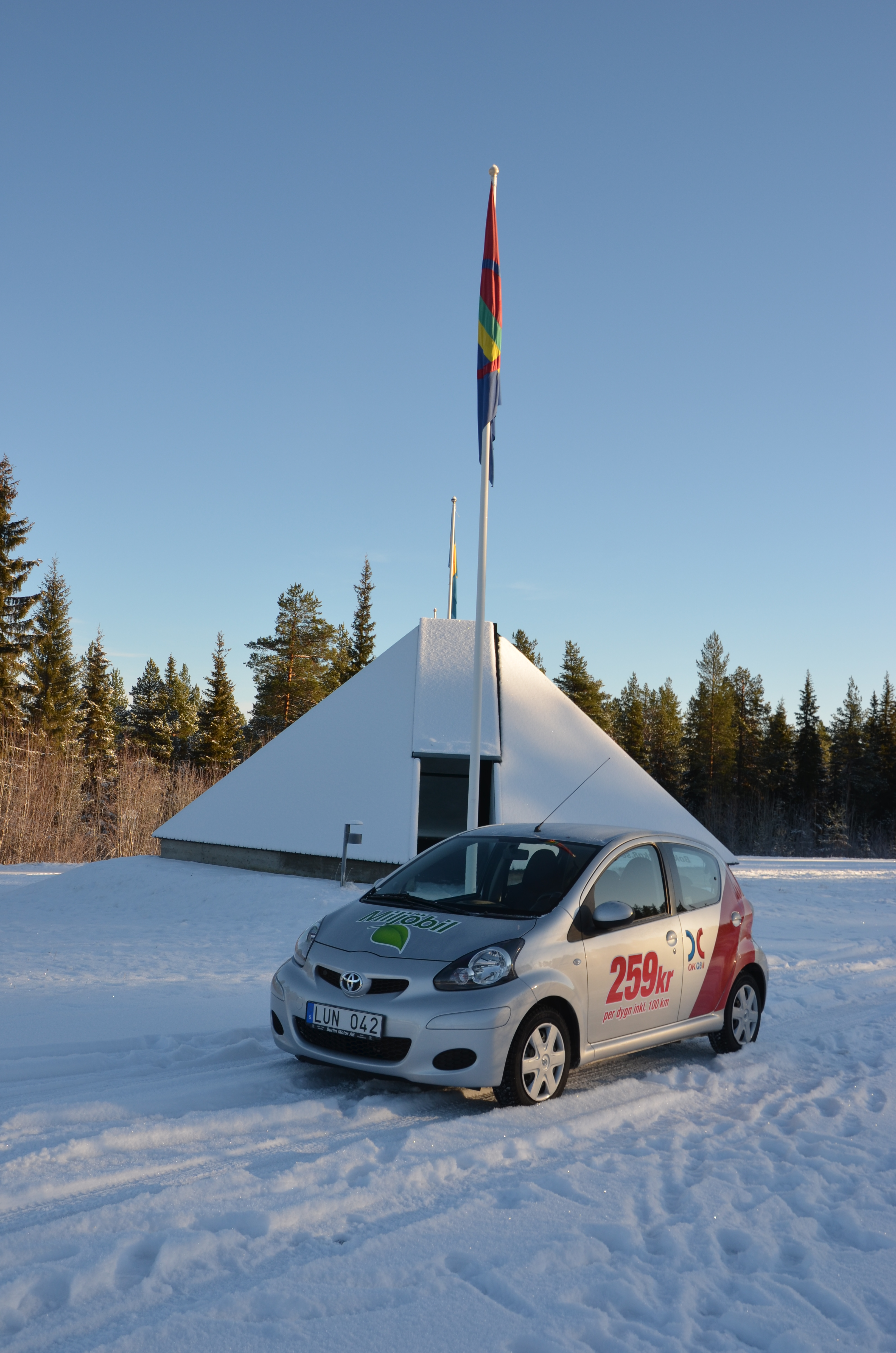
A Estrada Nacional 97 atravessa o Círculo Polar Ártico 14 km a sul de Jokkmokk